# アダムズ・アップル (映画)
『アダムズ・アップル』（Adams æbler）は2005年のデンマーク・ドイツのブラック・コメディ映画。
監督はアナス・トマス・イェンセン、出演はマッツ・ミケルセンとウルリク・トムセンなど。
旧約聖書の「ヨブ記」とアダムのリンゴの寓話をモチーフに、田舎の教会で繰り広げられる奇妙な人間模様をブラックユーモアで描いている。
日本では2019年7月から翌8月にかけて開催された「カリテ・ファンタスティック! シネマコレクション2019」にて先行プレミア上映された後、同年10月19日から一般劇場公開された。

## ストーリー
ネオナチで凶暴・凶悪な男アダムは仮出所して更生施設を兼ねた田舎の教会で暮らすことになる。
牧師のイヴァンはアダムを温かく迎え入れるが、同じく教会で暮らす前科者のグナーは酒浸りで盗み癖があり、パキスタン移民の強盗犯カリドは何かと銃を撃ちまくるなど、あまりに風変わりな男たちにアダムは戸惑う。
そして何より、いつも穏やかでありながらも異常までに前向き思考のイヴァンにアダムは疑問を抱くようになる。
そんなある日、アダムは村の高齢の医師コルベアから、イヴァンが少年時代から想像を絶する不幸な人生を送り続けてきたために現実を受け入れることができなくなり、全ては悪魔の仕業であると思い込むようになったことを聞く。さらにイヴァンは脳腫瘍によってもはや生きていることすら不思議なくらいの深刻な状況なのだが、現実を受け入れようとしないために生き続けることができているのだという。
そんなイヴァンに我慢ができなくなったアダムは厳しい現実をイヴァンに突きつけるとともに、イヴァンの不幸は悪魔の仕業ではなく、「ヨブ記」にあるように神の仕業なのだと告げる。
激しいショックを受けるとともに現実を受け入れたイヴァンは心を閉ざし、死を待つことにする。
教会にアダムのかつての仲間であるネオナチのグループが以前に自分たちを撃ったカリドに復讐するためにやってくる。
騒ぎを起こす彼らにイヴァンは静かに死なせてくれと頼みながら相手から取り上げようとした銃が暴発して自らの頭部を撃ち抜いてしまう。
誰もがイヴァンの死を確信したものの、弾が腫瘍を吹き飛ばしたために、イヴァンは何とか生還する。
アダムはかつてイヴァンと約束した教会の庭で取れたリンゴを使ったアップルパイを自ら作って持ってくると、イヴァンと2人で病院の庭で穏やかに食べる。
カリドは故郷に帰り、グナーは教会に救いを求めてやってきた妊婦のサラと結婚し、生まれた子を2人の子として育てることにして教会を後にする。
アダムはそのまま教会に残り、イヴァンの助手として働く。
そして、新たに仮出所した2人の男をイヴァンとアダムは迎え入れる。

## キャスト
- イヴァン: マッツ・ミケルセン - 更生施設を兼ねた田舎の教会の牧師。
- アダム: ウルリク・トムセン - 仮釈放されたネオナチの男。
- サラ: パプリカ・スティーン（デンマーク語版） - イヴァンに相談に来た妊婦。
- グナー: ニコラス・ブロ - 教会で暮らす前科者。酒浸りの元テニス選手。盗み癖あり。
- カリド: アリ・カジム（デンマーク語版） - 教会で暮らす前科者。パキスタン移民の強盗犯。
- コルベア医師: オーレ・テストラップ（デンマーク語版） - 地元の高齢の医師。
- ホルガ: ニコライ・リー・カース - アダムのネオナチ仲間。

## 作品の評価
Rotten Tomatoesによれば、批評家の一致した見解は「善と悪がぶつかり合って面白い結果になる『アダムズ・アップル』は、ダークな聖書の寓話で、笑えるとともに衝撃的でもある。」であり、37件の評論のうち高評価は70%にあたる26件で、平均して10点満点中6.26点を得ている。
Metacriticによれば、12件の評論のうち、高評価は7件、賛否混在は2件、低評価は3件で、平均して100点満点中51点を得ている。